# Cercle artistique de Sant Lluc
Le Cercle artistique de San Lluc (En catalan : Cercle Artístic de Sant Lluc) est une association artistique fondée en 1893 à Barcelone à la suite d'une initiative d'artistes du modernisme catalan tels que les frères Joan et Josep Llimona, Alexandre M. Pons et d'autres qui formèrent la direction de ce groupe : Alexandre de Riquer, l'architecte Enric Sagnier ou les peintres Antoni Utrillo et Dionís Baixeras, qui fut présidente entre 1906 et 1908. Sa fondation suivit les orientations doctrinales catholiques et conservatrices de Josep Torras i Bages, et s'opposait à l'humour anticlérical gauchiste d'une autre partie du modernisme bohème de Barcelone représentée par le Cercle artistique de Barcelone

## Historique
Ses statuts spécifiaient que « seuls pouvaient être membres les personnes de plus de seize ans, catholiques et de bonne moralité », et prohibait entre autres les jeux de cartes ou de dés et faisait censurer les revues de ses membres par un conseil ecclésiastique. Autre mesure surprenante, l'interdiction du modèle de nu féminin dans les classes de dessin, et qui fut appliquée jusqu'en 1909. Cette prohibition fit l'objet d'une critique satirique par la revue L'Esquella de la Torratxa. Cette même revue, suivant son ton humoristique, relata que lors de la cérémonie d'inauguration officielle du cercle, après les discours d'usage, les assistants furent régalés avec des boissons et amuse-gueules : «vin de messe», « lardons du ciel» et «pets de nonnes ».
Son premier président fut Joan Llimona. À partir de 1916 ce fut l'avocat Lluís Serrahima qui resta jusqu'en 1924 et qui fut plus tard réélu de 1930 jusqu'à la guerre civile espagnole. Le premier local où fut inauguré le cercle se trouvait au cinquième étage de la rue de Call à Barcelone, où était la chocolaterie Cunill. Après deux années il déménagea rue Boters et, jusqu'à l'été 1936 son siège était rue Montsió. En 1953, il déménagea rue du Pi dans un édifice décoré par Pau Rigalt, où il resta jusqu'à son déménagement définitif au palais Mercader, cédé par la mairie de Barcelone. Parmi ses membres figurèrent : Iu Pascual, Antoni Gaudí, Joaquim Vancells, Joaquim Renart, Josep Puig i Cadafalch, Joaquín Torres García, Feliu Elias, Darius Vilàs, Eugeni d'Ors, Antonio Vila et Arrufat, Lluís Bonet i Garí, Francesc Galí, Francesc Miró i Pomares et d’autres artistes qui, malgré leur désaccord confessionnel, assistaient aux classes et conférences. Le Cercle artistique fut une des racines du noucentisme au début du XXe siècle. Après sa première époque, sous son égide, apparurent d'autres institutions telles que les Amis de l'art Liturgique ou le groupe Courbet formé en 1918 et dont nombre des membres faisaient également partie du cercle de Sant Lluc : Josep Llorens i Artigas, Joan Miró ou l'architecte Josep Francesc Ràfols. 
Après la guerre civile, le cercle se réorganisa et protégea les activités d'autres entités : groupe Dramatique de Barcelone, la chorale Sant Jordi en 1947 sous la direction de Oriol Martorell. Il organisa et fonda en 1962 le Prix de Dessin Joan Miró.
Entre 1964 et 1966, le cercle est présidé par Mercè Llimona, première femme à ce poste.
Pour les commémorations du centenaire de sa naissance en 1993, il organisa des expositions et concours qui furent gagnés par Manuel Blas García et Juan María Medina La même année, le cercle reçut le prix Creu de Sant Jordi, et en 2011 fut déclaré association d'intérêt culturel par la Generalitat de Catalogne